# Shake, Rattle and Roll (альбом)
Об одноимённой песне см. статью Shake, Rattle and Roll.
Shake, Rattle and Roll — второй альбом американского певца Билла Хейли и его группы The Comets. Пластинка, следуя формату предыдущего альбома Хейли, по существу является сборником песен, вышедших к тому времени на синглах в 1954—1955 гг., включая заглавный хит «Shake, Rattle and Roll».

## Обзор
Все песни на Shake, Rattle and Roll были записаны в 1954—1955 гг. в нью-йоркской студии Decca Records. Shake, Rattle and Roll вышел в формате 10-дюймового диска. Позже в том же году вышел ещё один сборник Билла Хейли и The Comets, названный Rock Around the Clock: он был издан на 12-дюймовой пластинке, вскоре ставшей доминирующим форматом для долгоиграющих альбомов в музыкальной индустрии США. К тому времени, благодаря фильму «Школьные джунгли», «Rock Around the Clock» стала более популярной, чем «Shake, Rattle and Roll», что и побудило лейбл переиздать расширенную версию данного сборника под новым названием.

## Список композиций
| №  | Название                                       | Автор(ы)                                   | Длительность |
| -- | ---------------------------------------------- | ------------------------------------------ | ------------ |
| 1. | «Shake, Rattle and Roll»                       | Джесси Стоун                               | 2:31         |
| 2. | «A.B.C. Boogie»                                | Ал Рассел, Макс Спикол                     | 2:29         |
| 3. | «Dim, Dim the Lights (I Want Some Atmosphere)» | Беверли Росс, Джулиус Диксон               | 2:31         |
| 4. | «Happy Baby»                                   | Фрэнк Пингатор                             | 2:36         |
| 5. | «(We’re Gonna) Rock Around the Clock»          | Джеймс Майерс, Макс Фридман                | 2:11         |
| 6. | «Thirteen Women (And Only One Man in Town)»    | Дики Томпсон                               | 2:53         |
| 7. | «Mambo Rock»                                   | Бикс Рейхнер, Милдред Филлипс, Джимми Эйр  | 2:38         |
| 8. | «Birth of the Boogie»                          | Билл Хейли, Билли Уильямсон, Джонни Гранде | 2:15         |

## Участники записи
- Билл Хейли — ритм-гитара, вокал
- Дэнни Седрон — соло-гитара в № 1, 2, 5, 6
- Фрэнни Бичер — соло-гитара в № 3, 4, 7, 8
- Билли Уильямсон — стил-гитара
- Джонни Гранде — фортепьяно
- Маршал Лайтл — контрабас
- Билли Гуссак — барабаны в № 3—8
- Джоуи Д’Амброзио — тенор-саксофон
- Панама Фрэнсис — барабаны в № 1 и 2
- Дик Ричардс — треугольник в № 2, том-том в № 8, подпевки